# Viveros de Coyoacán

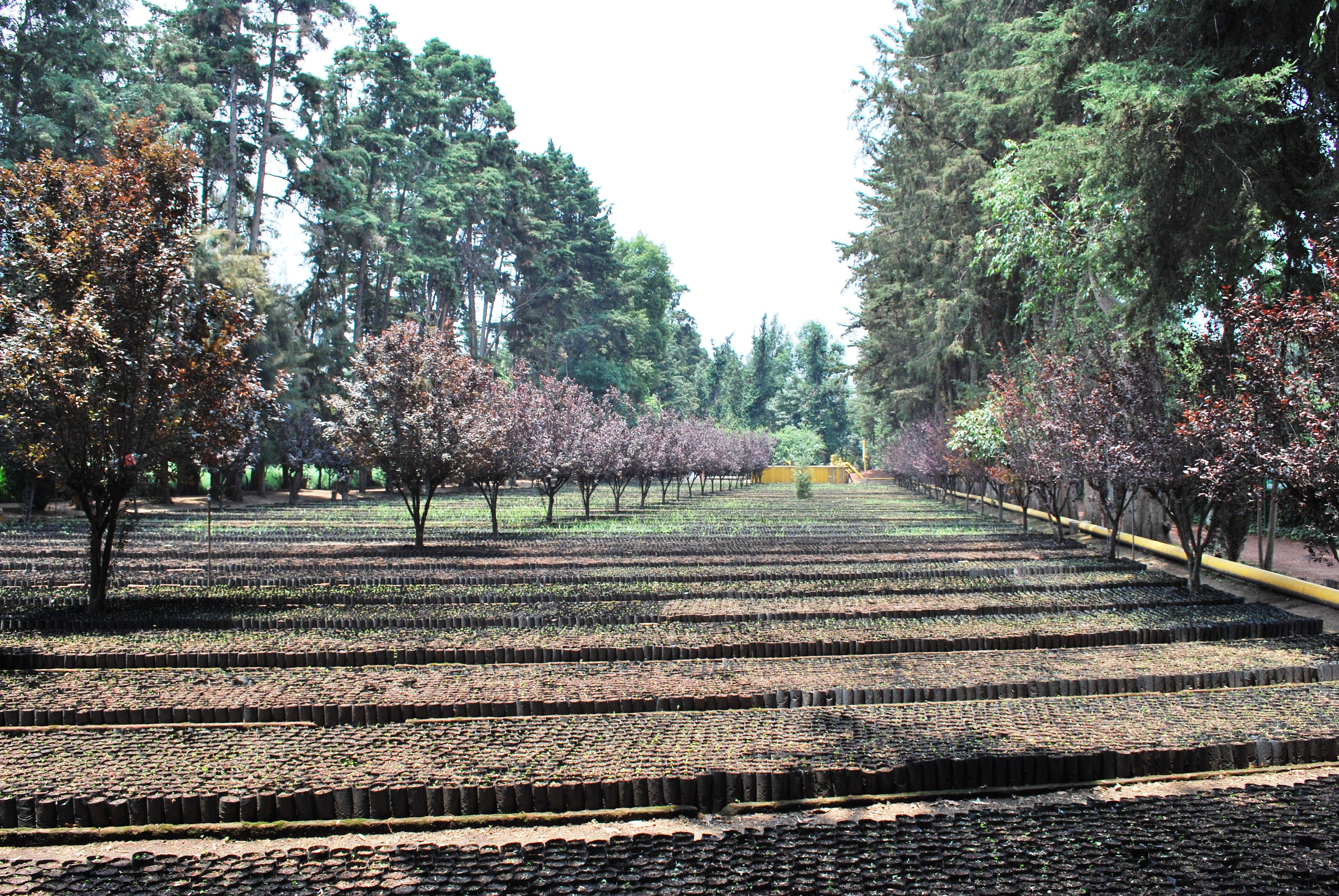
Viveros de Coyoacán

Viveros de Coyoacán (span. für Baumschulen von Coyoacán) ist eine 39 Hektar große Parkanlage im Bezirk Coyoacán der mexikanischen Hauptstadt Mexiko-Stadt.

## Geschichte
Der Park wurde auf einem Gelände errichtet, das früher Teil der Rancho Panzacola war und vom Ingenieur Miguel Ángel de Quevedo (1862–1946) gespendet wurde.
In den 1930er Jahren erklärte der seinerzeitige mexikanische Präsident Lázaro Cárdenas del Río (1895–1970) das Gelände zum Nationalpark und gründete die erste Baumschule Mexikos.

## Gegenwart
Ein Teil des Parks ist den Baumschulen und der Blumenzucht vorbehalten. Der übrige Parkbereich steht der Öffentlichkeit zur Verfügung.